# Encuentro Oceanía
Encuentro Oceanía es un centro comercial superregional en la alcaldía Venustiano Carranza de la Ciudad de México, a unos 5 km al este del Zócalo . Está ubicado a lo largo de la vía principal, avenida Oceanía, aproximadamente a 1 km al oeste del Circuito Interior y a aproximadamente 2 km al oeste de la Terminal 1 del Aeropuerto Internacional de la Ciudad de México . Está enfrente de la estación de metro Romero Rubio .
Las tiendas ancla incluyen la primera tienda IKEA en México, que abrió en abril de 2021. La tienda mide 23 000 metros cuadrados (247 570 ft²) en 3 niveles con entradas desde los 3 pisos del centro comercial.  
Otros tiendas ancla son entre otras: los hipermercados Chedraui, los multicines Cinemex, Energy Fitness y Forever 21 . El centro en su conjunto se lanzó en octubre de 2021.  Hay un total de más de 200 tiendas y 75 000 metros cuadrados (807 293,6 ft²) área alquilable.  La construcción del centro costó alrededor de 1.500 millones de pesos mexicanos, según su portavoz. 

## Galería
|                                             |
| Fachada lado noroeste sobre Avenida Oceanía |

|                                  |
| Fuente, entrada al metro, e IKEA |

|                   |
| Puente con fuente |

|                                      |
| Tienda de la cadena neerlandesa HEMA |